# Kamarotó
Kamarotó (Kamaroto) är en ort i Grekland.   Den ligger i prefekturen Nomós Serrón och regionen Mellersta Makedonien, i den norra delen av landet, 400 km norr om huvudstaden Aten. Kamarotó ligger 43 meter över havet och antalet invånare är 469.
Terrängen runt Kamarotó är platt åt sydväst, men åt nordost är den kuperad.Runt Kamarotó är det ganska tätbefolkat, med 52 invånare per kvadratkilometer. Närmaste större samhälle är Serrai, 19,2 km sydost om Kamarotó. Trakten runt Kamarotó består i huvudsak av gräsmarker.